# 킬리키아 속주

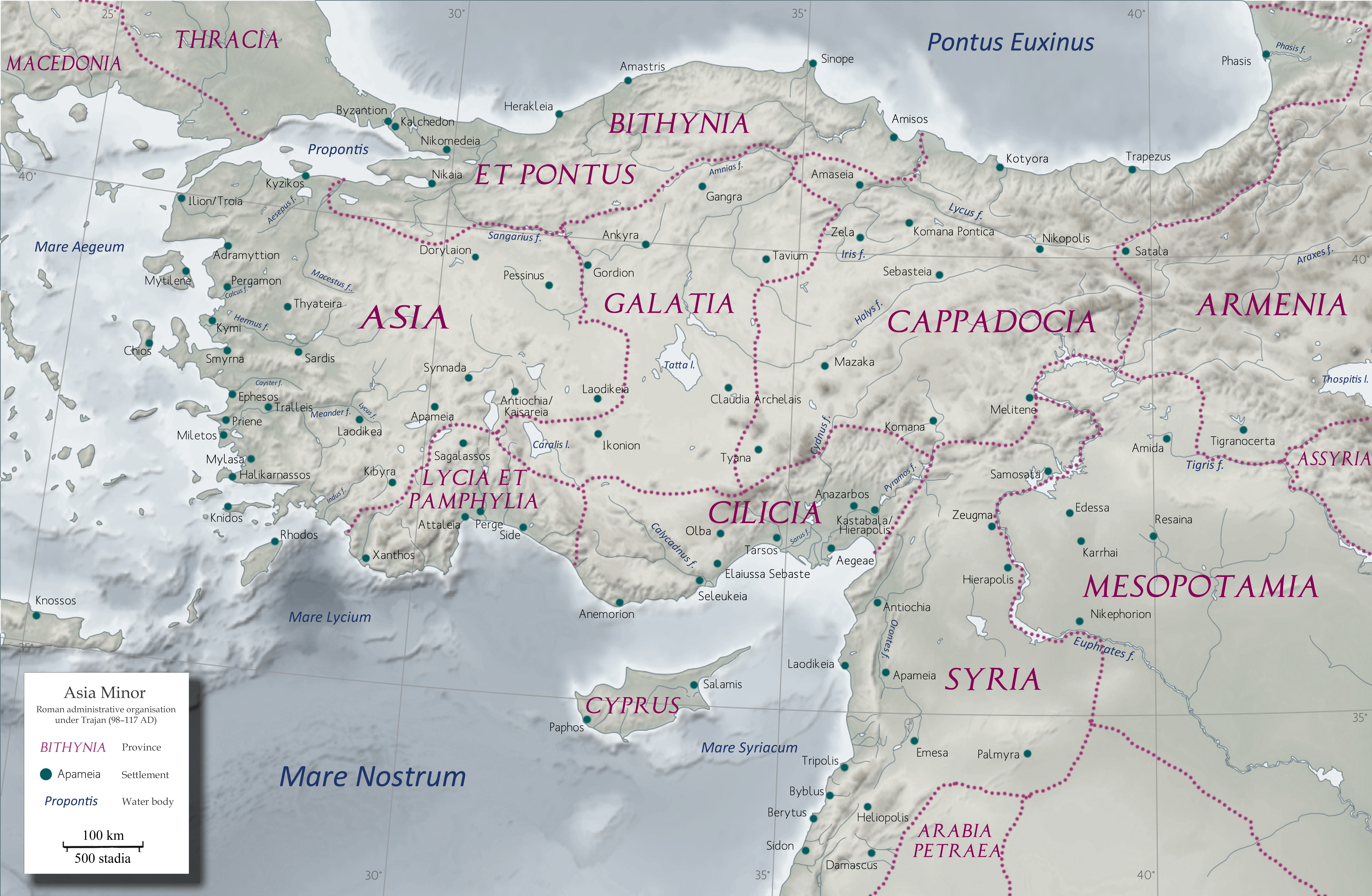
킬리키아를 포함한, 트라야누스 시기 소아시아의 로마 속주들

킬리키아 (Cilicia)는 오늘날 터키의 남부 해안 (지중해)에 있던, 초기 로마의 속주 중 하나이다. 킬리키아는 제3차 미트리다테스 전쟁의 승전 후, 동방 지역에 로마의 군사 주둔의 중요성을 이유로 기원전 64년에 폼페이우스가 로마 공화정 정부에 합병되었다. 대략 297년경에 디오클레티아누스가 행정단위를 재분할하였고, 이슬람의 정복 때까지 수 세기간을 로마의 지배하에 있었다.

## 첫 접촉과 속주 성립
킬리키아는 고대 아르메니아 왕국의 터전이었다. 이곳의 아르메니아 유산은 수 천년 전으로 거슬러 올라간다.
킬리키아 지역은 로마인들과 노예 무역으로 이득을 취한 해적들의 본거지였다. 킬리키아 해적들이 로마의 배들과 마을들을 공격하기 시작하자, 로마 원로원은 이 위협을 처리하도록 여러 사령관들을 파견하기로 결정한다. 킬리키아 속주가 생기기 시작한 것은 이 활동 기간이었다.
킬리키아 페디다스(Cilicia Pedias)의 일부가 마르쿠스 안토니우스 오라토르의 첫 해적과 전쟁 기간인 전기원전 103년에 로마의 영토가 되었다. 그의 프로파이토르 시기에 "킬리키아" 전역이 그의 “속주”, 좀더 정확히는, 그의 임페리움이었던 반면에, 킬리키아의 아주 적은 양만이 당시에 로마의 속주였다.
루키우스 코르넬리우스 술라가 기원전 96년에 술라는 킬리키아의 프로파이토르 총독으로 임명되었고, 이 시기에 그는 파르티아의 미트리다테스 2세의 공격을 막아내기도 했다. 기원전 80년에 그나이우스 코르넬리우스 돌라벨라가 킬리키아의 총독이었고, 후에 그는 불법적으로 이 속주를 착취했다는 혐의로 유죄를 선고받았다. 기원전 78년에 푸블리우스 세르빌리우스 바티아 이사우리쿠스가 그의 자리를 대신했다. 그에겐 킬리키아 해적들을 토벌하는 임무가 주어졌고, 그의 지위는 기원전 74년까지 계속되었다. 기원전 77년부터 76년까지, 그는 킬리키아 해안 밖에서 해적들을 상대로 여러 차례 해전에서 승리를 거뒀고, 리키아와 팜필리아의 해안들을 차지할 수 있었다. 킬리키아의 해적들이 그들의 요새로 달아나자, 바티아 이사우리쿠스는 해적들의 해안 요새를 공격하기 시작했다. 그는 파셀리스를 점령하기 전에 올림포스를 점령했고 코리코스와 많은 해적들의 소규모 요새들을 복종시켰다.
그뒤에 기원전 75년에 바티아 이사우리쿠스는 타우루스산맥 너머로 진격하여 (로마군 최초로 타르수스산맥을 넘음) 북쪽의 경사면에 있던 이사우리족들을 패배시키는 데 성공해냈다. 그는 이들의 핵심도시인 이사우리를 포위 공격하였으며, 이들은 물길을 돌려 수비측의 유일한 물 공급원을 빼앗아, 얼마 안되어 항복을 받아내며 점령하였다. 기원전 74년에 바티아 이사우리쿠스는 자신이 정복해낸 영토를 정리하여 킬리키아 속주에 합병시켜냈다. 그럼에도 킬리키아 페디다스의 대부분은 티그라네스 대왕의 소유였고 아르메니아 왕국에 속했던 반면, 킬리키아 트라케아(Cilicia Trachea)는 여전히 해적들의 지배에 있었다.
킬키키아의 프로콘술이라는 바티아 이사우리쿠스의 후임은 루키우스 리키니우스 루쿨루스가 이어받았으며, 그는 폰토스의 미트리다테스 4세와 전쟁에 싸우는 데 이사우리쿠스의 베테랑 병사들과 함대를 사용했다 (제3차 미트리다테스 전쟁 참고). 티그라네스가 미트리다테스의 동맹이었기에, 루쿨루스는 결국 킬리키아 페디다스에서 티그라네스의 영토를 향해 움직였고 이 영토를 로마의 킬리키아 속주로 추가해냈다.
기원전 67년에 그나이우스 폼페이우스 마그누스가 해적들에 맞서 방대한 지휘권을 부여받고 코라케시온 해전에서 결정적 승리를 거둔 후에서야, 해적들이 마침내 사라지고 복종되었으며, 킬리키아 트라케아가 로마의 지배권에 들어왔다. 폼페이우스가 제3차 미트리다테스 전쟁에서 지휘권을 받은 후, 그는 티그라네스의 항복을 이끌어내고 티그라네스의 여전히 소유였던 킬리키아 페디다스의 일부에서 그를 제거해내는 과정을 진행했다. 그는 최근에 정복한 영토를 원래의 킬리키아 속주에 추가하며, 새로운 속주를 조직했고, 타르수스를 새로운 속주의 중심도시로 삼았다.
폼페이우스의 재편성된 킬리키아는 킬리키아 캄페스트리스(Cilicia Campestris), 킬리키아 아스페라(Cilicia Aspera), 팜필리아, 피시디아, 이사우리아, 리카오니아 등 6 지역으로 구성되었으며, 라오디케아(Laodicea), 아파메아(Apamea), 신나다 (Synnada) 등의 콘벤투스 유리디쿠스를 포함한 프리기아의 넓은 지역들을 차지했다. 폼페이우스는 킬리키아 캄페스티리스 동쪽을 아나자르보스(Anazarbos)와 아마누스산(Amanus)을 차지하고 있던 타르콘디모투스(Tarcondimotus)라는 토착 세습군주에게 맡겼다. 타르콘디모투스 왕가는 티베리우스 재위까지 로마의 충실한 동맹으로서 이 지역을 계속 보유하였다.
기원전 58년에, 이집트왕한테 로마가 얻은 키프로스섬이 킬리키아에 더해졌다. 키케로가 기원전 51-50년에 킬리키아의 프로콘술이기도 했다. 로마 당국은 이때쯤에 킬리키아를 총독이 거주하는 타르수스의 콘벤투스, 리카오니아에 배정된 이코니움 (Iconium)의 포룸, 이사우리쿰 (Isauricum) 혹은 필로르넬리움 (Philornelium)의 포룸, 위치가 알려져 있지 않은 팜필리움(Pamphylium) 포룸, 리쿠스의 라오디케아에 있는 키비라티쿰 (Cibyraticum) 포룸, 아파메아 (Apamea) 포룸, 신난다 (Synnada) 포룸, 키프로스 포룸 등 8개의 콘벤투스 (또는 포라)로 나누었다.

## 속주 변화 (기원전 47년 – 서기 14년)

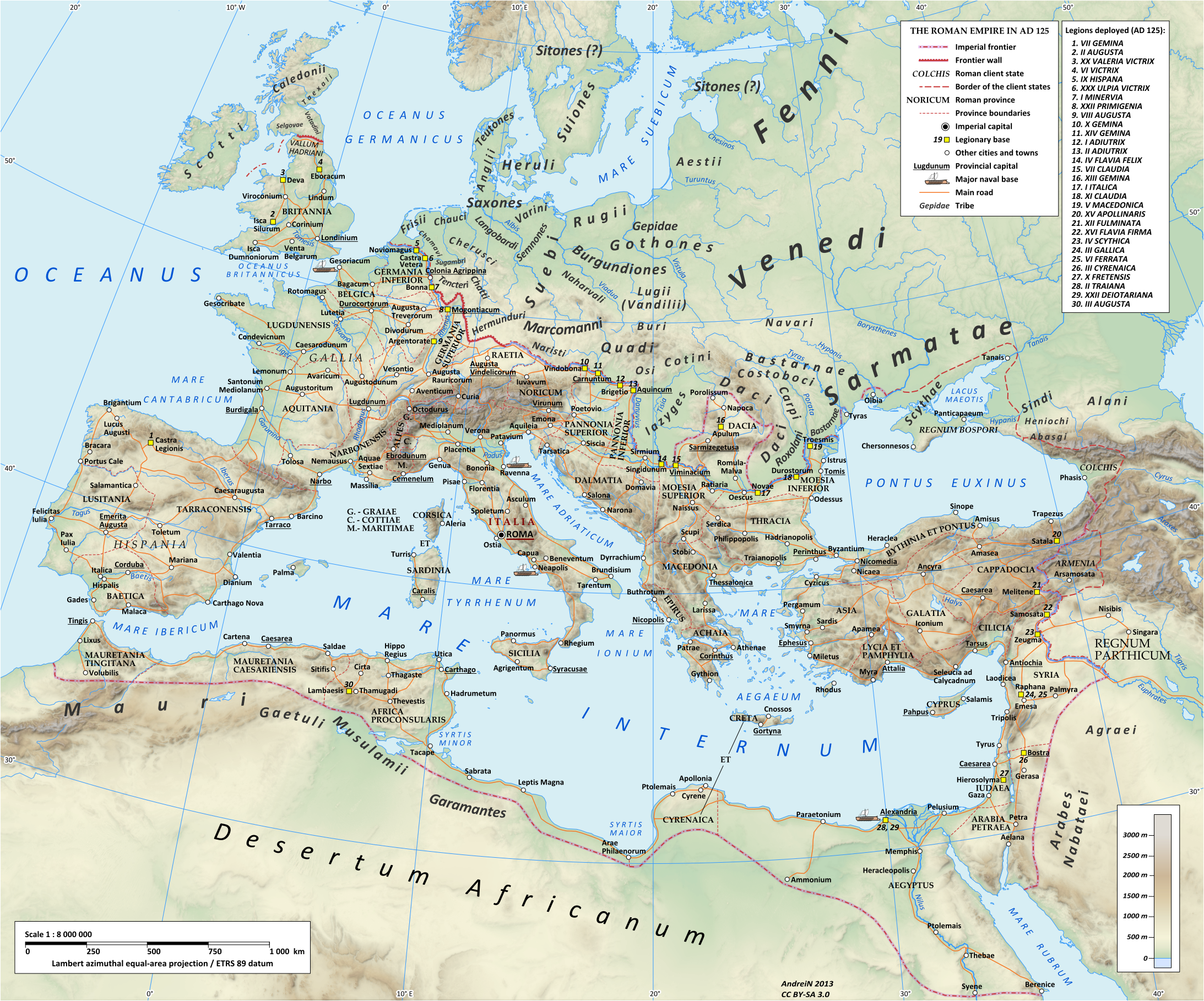
하드리아누스 시절 (재위 117-38년) 로마 제국으로, 남부 아나톨리아에 있는 원로원 속주인 킬리키아를 나타내고 있다

기원전 47년에 율리우스 카이사르는 킬리키아를 재편성했다. 키비라 (Cibyra) 포룸 (혹은 콘벤투스)은 피시디아와 팜필리아의 많은 영역과 더불어 추정상 아파메아와 신나다 콘벤투스와 함께 아시아 속주로 이관되었다. 추가적인 변화를 기원전 36년에 마르쿠스 안토니우스가 실시했는데, 이때 그는 킬리키아 아스페라와 키프로스를 클레오파트라 7세에게 넘겨주었고, 리카오니아, 이사우리아, 피시디아와 함께 프리기아 동부 지역을 갈라티아의 아민타스 왕에게 넘겨주었다.
기원전 27년에 로마 황제 아우구스투스는 더욱 변화를 주었는데, 킬리키아의 크기를 한층 더 줄였다. 키프로스는 별개의 속주가 되었고, 이사우리아 및 피시디아와 함께 팜필리아는 기원전 25년에 아민타스가 사망하자, 별개의 속주 (갈라티아 속주)가 되었고, 이 속주에 리카오니아도 이관되었다. 이 결과로 킬리키아는 본래의 캄페스티리스와 아스페라 지역들로 줄어들었고 시리아킬리키아 포에니케 (Syria-Cilicia Phoenice)로 이름이 바뀌었다. 아우구스투스 시절에 킬리키아는 집정관직인 레가투스 아우구스티 프로 프라이토레가 관리하는 황제 속주였다.
공화정 말기와 제정 초기의 속주 통치 방식에 따라, 통치하기 쉽지가 않았던, 킬리키아의 서부 산악지역은 토착 군주들에게 맡겨졌다. 모두 세 개의 독립적인 토착 왕조가 존재했으며, 이 중 하나는 세습 성직자 가문이 다스렸던, 솔리 (Soli)와 킨다 사이의 산악 지역에 있는 올바의 가문이 있었다. 두 번째는 마르쿠스 안토니우스가 클레오파트라에게 주었던 킬리키아 아스페라였다. 아우구스투스는 이 지역을 기원전 25년에 카파도키아의 아르켈라오스 왕의 통치하에 두었다. 킬리키아 동부의 타르콘디모토스의 아들은 그의 아버지의 마르쿠스 안토니우스에 대한 확고힌 지지 때문에 기원전 30년에 왕위를 상실했으나, 기원전 20년에 그의 왕국은 되돌려졌고, 티베리우스에게 서기 37년에 합병되기 전까지 지속되었다.

## 원수정 시기 (서기 14-297년)
베스파시아누스 재위 시절인 서기 72년에, 아우구스투스가 설치한, 독립을 유지하던 왕국 모두 세 개가 해체되었고, 황제령 킬리키아 속주로 합병되었다. 카라칼라 재위기에, 프로콘술 총독직은 콘술라리스(Consularis)라 이름 붙여졌고, 여기에는 47개의 알려진 도시들이 있었다.

## 제정 말기 (서기 297-700년경)
디오클레티아누스와 사두 정치 통치 기간 중 어느 시점 (대략 297년경)에, 킬리키아는 타르수스를 중심으로 콘술라리스가 관할하는 킬리키아 프리마(Cilicia Prima), 아나자르보스를 중심으로 프라이세스가 관할하는 킬리키아 세쿤다(Cilicia Secunda), 셀레우키아를 중심으로 프라이세스가 관할하는 이사우리아 (본래는 킬리키아 아스페라) 등, 세 지역으로 나뉘었다. 모든 세 개의 속주에, 시리아, 메소포타미아, 이집트, 리비아의 속주들이 더해져, 동로마 제국의 부유한 지역인 동방 대관구의 일부인 동방 관구를 형성했다 (4세기 말에 아프리카 지역들은 이집트 관구로서 분리되었다).
킬리키아 지역은 8세기 초까지 동로마 (비잔티움)의 지배권에 있었다가, 우마이야 칼리파국에 정복되어, 동로마와 이슬람의 국경지대 (투구르)의 일부가 되었다. 이 지역은 7세기 중엽 이래로 이미 인구가 대부분 완전히 소멸이 되었고 로마와 칼리프 사이에는 무인지대가 형성되었다. 옛 킬리키아 속주의 서부 지역은 로마의 지배권에 남아있어 키비라이오톤 테마의 일부가 되었다.

## 같이 보기
- 킬리키아 속주의 로마 총독 목록

## 참고 자료
- Pilhofer, Philipp. 2018. Das frühe Christentum im kilikisch-isaurischen Bergland. Die Christen der Kalykadnos-Region in den ersten fünf Jahrhunderten (Texte und Untersuchungen zur Geschichte der altchristlichen Literatur, vol. 184). Berlin/Boston: De Gruyter (ISBN 978-3-11-057381-7), p. 25–49.
- Broughton, T. Robert S., The Magistrates of the Roman Republic, Vol. I (1951)
- Smith, William, Dictionary of Greek and Roman Biography and Mythology, Vol III (1867)
- Smith, William, Dictionary of Greek and Roman Geography (1854)